# Fundação EDP
A Fundação EDP é uma fundação portuguesa dedicada à promoção da cultura, ciência e iniciativas sociais. Foi criada pela Energias de Portugal em 2004. Tem sede na zona histórica de Belém, em Lisboa, num campus de 38 mil metros quadrados, onde convivem a Central Tejo e o Museu de Arte, Arquitetura e Tecnologia, dois edifícios unidos por um jardim da autoria do arquiteto paisagista Vladimir Djurovic.

## Atividade

### Cultura
A Fundação EDP é proprietária de dois museus: a Central Tejo, antiga central termoelétrica convertida em museu desde 1990, e o maat – Museu de Arte, Arquitetura e Tecnologia, inaugurado em outubro de 2016.  
Detém uma Coleção de Arte que abrange várias gerações de artistas portugueses contemporâneos, bem como várias disciplinas, e é composta por mais de 2500 obras, de mais de 300 artistas. Em 2015 a Fundação EDP adquiriu a Coleção de Arte de Pedro Cabrita Reis.
A Fundação EDP dinamiza dois prémios de artes em Portugal: o Grande Prémio Fundação EDP Arte e o Prémio Novos Artistas Fundação EDP. O Grande Prémio Fundação EDP consagra artistas plásticos, com carreira consolidada e historicamente relevante, cujos trabalhos contribuem para afirmar e fundamentar as tendências estéticas contemporâneas portuguesas. O Prémio Novos Artistas Fundação EDP foi criado em 2000 e destina-se à revelação de novos valores da criação nacional no domínio das artes plásticas e visuais. 
A Fundação EDP edita, desde março de 2018, a revista Electra, publicação internacional de pensamento e cultura contemporânea. Trimestral, a revista é editada em português e em inglês. É também mecenas das artes em Portugal, apoiando instituições de referência como Companhia Nacional de Bailado, Fundação de Serralves, Fundação Arpad Azenes – Vieira da Silva e Orquestra Sinfónica Juvenil.

### Ciência e Energia

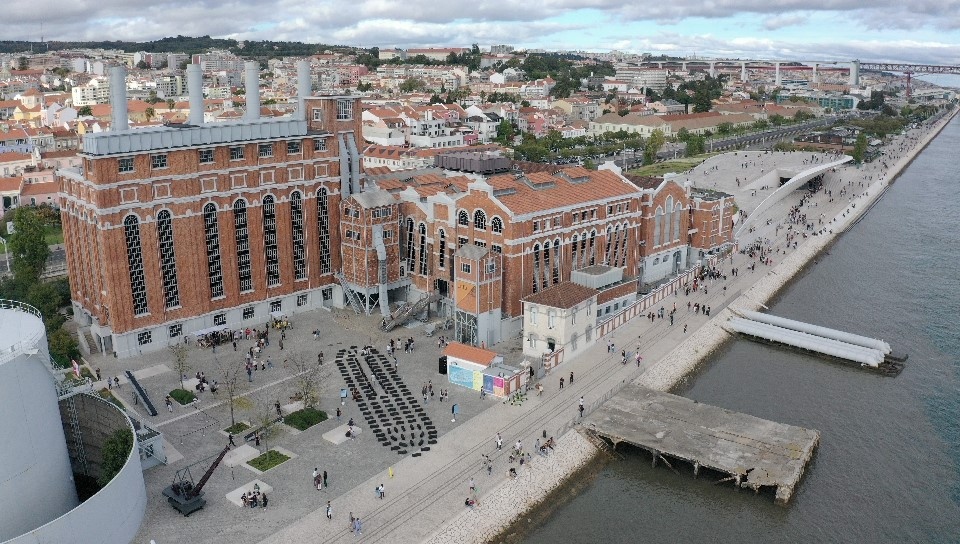
Vista aérea do campus da Fundação EDP, em Belém

A Fundação EDP é proprietária da Central Tejo, edifício que tem como objetivo preservar a história da eletricidade e da produção energética.
Detém a Coleção do Património Energético Fundação EDP, que é especializada no sector energético nacional, designadamente o setor elétrico, e tem um acervo que remonta ao século XIX composto por mais de 3500 peças tais como aparelhos de medida, contadores, eletrodomésticos, iluminação, material de laboratório, entre outros. A Fundação EDP gere também e disponibiliza ao público um acervo sobre a história da eletricidade em Portugal.

### Inovação Social
A Fundação EDP desenvolve programas na área do impacto comunitário, com foco na inclusão e na melhoria da qualidade de vida de pessoas e comunidades em situação vulnerável. Desenvolve programas ligados à transição energética e à eficiência e literacia energética. Entre os projetos desenvolvidos estão os programas EDP Solidária e o programa Arte Pública. 